# Mosad
Mosad, właśc. Instytut do spraw Wywiadu i Zadań Specjalnych (hebr. המוסד למודיעין ולתפקידים מיוחדים, Ha-Mosad le-Modi’in u-le-Tafkidim Mejuchadim) – izraelska agencja wywiadowcza odpowiedzialna m.in. za gromadzenie politycznych, technicznych, gospodarczych danych wywiadowczych poza granicami kraju, formalnie utworzona 1 kwietnia 1951 jako Instytut Koordynacji. Obecną nazwę nadano w 1963.

## Utworzenie służb specjalnych w Izraelu
Po uzyskaniu niepodległości przez Izrael w maju 1948 ciągłe niebezpieczeństwo ze strony sąsiednich wrogich państw arabskich zmusiło przywódców żydowskich do szybkiego utworzenia służb specjalnych. W maju 1948 utworzony został wywiad wojskowy – Departament Wydziału Operacyjnego Sztabu Generalnego nazwany w 1951 Aman, zaś w następnym miesiącu utworzono Służbę Bezpieczeństwa Wewnętrznego znaną pod nazwą Szin Bet lub Szabek. Wywiad cywilny powstał w maju 1948. Wydział Polityczny przy Ministerstwie Spraw Zagranicznych zajmował się gromadzeniem danych wywiadowczych poza granicami Izraela do 1951.

## Utworzenie Mosadu
W wyniku sporów odnośnie celu, w jakim Wydział Polityczny powinien być wykorzystywany, oraz interwencji ówczesnego szefa wydziału politycznego, Borysa Guriela, u premiera Dawida Ben-Guriona, który następnie zażądał generalnej reorganizacji struktur wywiadu, wydział polityczny został wyjęty ze struktury ministerstwa spraw zagranicznych i przemianowany na Instytut Koordynacji (Ha-Mosad le-te’um) i oddany pod kontrolę premierowi. Początki działalności Mosadu ograniczały się głównie do działań wywiadowczych za pomocą poszczególnych agentów działających przy konsulatach i ambasadach Izraela w głównych państwach świata. Zadaniami specjalnymi zajmowała się Jednostka 131, podlegająca jeszcze wtedy wywiadowi wojskowemu, a dokładnie Sztabowi Głównemu Sił Obronnych Izraela.
W następnych latach działalności, dzięki swym dokonaniom, Mosad uzyskał pozycję najbardziej efektywnej i znanej, obok KGB i CIA, służby wywiadowczej na świecie.

## Sukcesy Mosadu

### Zdobycietajnego referatu Nikity Chruszczowa
Zdobycie tajnego referatu Nikity Chruszczowa, wygłoszonego na XX Zjeździe Komunistycznej Partii Związku Radzieckiego w lutym 1956 roku, przypisywane jest Mosadowi. Niektórzy autorzy wskazują jednak, że dokonał tego Szin Bet (izraelska Służba Bezpieczeństwa Wewnętrznego), a Mosad próbował jedynie przywłaszczyć sobie ten sukces. W rzeczywistości referat Chruszczowa do ambasady izraelskiej w Warszawie przyniósł w połowie marca 1956 roku Wiktor Grajewski, który dokument ten z klauzulą „ściśle tajne” pożyczył na kilka godzin od sekretarki Edwarda Ochaba – Łucji Baranowskiej.

### Uprowadzenie Adolfa Eichmanna

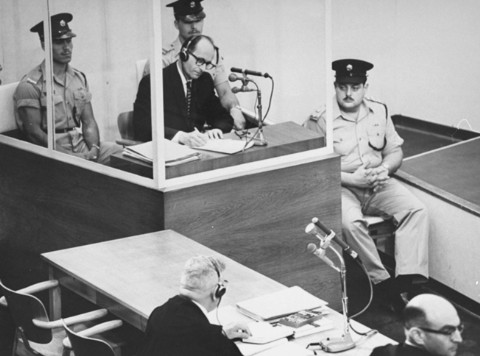
Adolf Eichmann przed sądem izraelskim

Kolejnym sukcesem Mosadu okazało się porwanie z Argentyny SS-Obersturmbannführera Karla Adolfa Eichmanna. Adolf Eichmann, były oficer SS, pod koniec II wojny światowej dostał się do amerykańskiego obozu, z którego wkrótce zbiegł i następnie przedostał się do Argentyny, żyjąc tam pod fałszywym nazwiskiem jako Ricardo Klement. Po długim poszukiwaniu został wytropiony przez agentów Mosadu. Operacja Eichmann była tak ważna dla kierownictwa Mosadu (i nie tylko), że sam ówczesny szef Mosadu Isser Harel osobiście wybrał ponad 30 agentów do wykonania akcji oraz przybył do Argentyny, by ją na miejscu nadzorować.
Adolfa Eichmanna porwano 11 maja 1960 spod jego domu w jednej z dzielnic Buenos Aires. Następnie 20 maja 1960 Eichmann w przebraniu pracownika izraelskich linii lotniczych El-Al i pod wpływem narkotyków został przewieziony specjalnym samolotem do Izraela, gdzie stanął przed sądem za zbrodnie (Holocaust) dokonane na narodzie żydowskim (i nie tylko) podczas II wojny światowej.

### Mosad w wojnie sześciodniowej
W 1963 kierownictwo nad Mosadem przejął Me’ir Amit, który dążył do przekształcenia organizacji w nowoczesną agencję wywiadowczą. Nowy szef postanowił, że główne wysiłki Mosadu skoncentrują się na rzeczy, którą uważał za najważniejszą, tj. na pozyskiwaniu danych wojskowych i politycznych o krajach arabskich, m.in. Egipcie, Syrii, Jordanii i Iraku. Okazało się to bardzo trafną decyzją. Mosad i wywiad wojskowy Aman kierowane podczas wojny przez Amita oraz zbierane dane wywiadowcze na temat ruchów i poczynań wojsk arabskich przed wojną i podczas jej trwania były najważniejszymi czynnikami sprawczymi przygniatającego zwycięstwa Izraela w wojnie sześciodniowej w 1967. Porzucenie tej koncepcji przez następcę Me’ira Amita, Cewiego Zamira, okazało się fatalne w skutkach dla całego Izraela, Mosadu oraz Amanu podczas wojny Jom Kipur. Służby wywiadowcze nie wykryły przygotowań Arabów do ataku, Mosad nie potrafił przewidzieć, że Egipcjanie sforsują Kanał Sueski, ani ocenić wartości ich siły bojowej.

### Operacja Plumbat
Na szczególną uwagę zasługuje akcja Mosadu pod kryptonimem operacja Plumbat (1968), której celem było zdobycie uranu potrzebnego do produkcji izraelskiej bomby atomowej. Akcja polegała na przejęciu ładunku 200 ton tlenku uranu przewożonego statkiem towarowym „Scheersberg A” z Antwerpii do Palermo i zakończyła się całkowitym sukcesem. Cała historia akcji kradzieży uranu przez Mosad wyszła na jaw po aresztowaniu jednego z agentów Mosadu w Norwegii. Ta nielegalna, niezgodna z prawem międzynarodowym akcja, pozwoliła Izraelowi uzyskać miano nuklearnego mocarstwa światowego.

### Operacja Thunderbolt
Przeprowadzona w 1976 przez Mosad operacja Thunderbolt, zwana również operacją Entebbe, polegająca na uwolnieniu zakładników z rąk terrorystów, pokazała, jak profesjonalnie działa izraelski wywiad. Mosad zgromadził dane poprzez niezwykłe rozpoznanie taktyczne, przesłuchując kilku zakładników zwolnionych przez terrorystów, a użycie takiego samego samochodu, jakim jeździł prezydent Ugandy, okazało się całkowitym zaskoczeniem. Podczas ataku grupy specjalnej Sajjeret Matkal w nocy z 3 na 4 lipca 1976 zginęło 4 z 94 zakładników. Izraelczycy stracili jednego człowieka, dowódcę oddziału szturmowego (płk. Jonatana Netanjahu – starszego brata Binjamina), śmierć poniosło 6 terrorystów i 20 żołnierzy ugandyjskich. Cała operacja została wykonana 3200 km od granic Izraela.

### Mosad kontra Czarny Wrzesień
Po zamordowaniu izraelskich sportowców podczas olimpiady w Monachium w 1972 ówczesna premier Izraela Golda Meir postanowiła, że każdy terrorysta odpowiedzialny za masakrę w Monachium musi zostać zlikwidowany. Wkrótce skład egzekucyjny (nazwany później „szwadronem śmierci”) z Mosadu objeżdżał Europę, zabijając terrorystów z Czarnego Września – organizatorów zamachu na izraelskich sportowców. Przeżył tylko jeden – Abu Daoud (postrzelony w Warszawie), który osiadł w stolicy Syrii Damaszku.

## Porażki Mosadu

### Szwadron śmierci
Sukces, jakim był odwet za masakrę monachijską, okazał się także katastrofą dla Mosadu i prestiżu całego Izraela.
21 lipca 1973 w miasteczku Lillehammer w Norwegii grupa likwidacyjna Mosadu poszukująca Alego Hasana Salamy (ps. „Czerwony Książę”), głównego wykonawcy masakry monachijskiej, zabiła kelnera lokalnej restauracji, Marokańczyka Ahmeda Boushiki, myśląc, że to Salama. Zamachu dokonano mimo sprzeciwu agentki Mosadu, która jako jedyna miała wątpliwość co do tożsamości celu. Zamachowcy pozostawili wiele śladów, tak że policja norweska nie miała żadnych kłopotów ze znalezieniem sprawców. Jeden z zamachowców, agent Mosadu, przywódca szwadronu śmierci Dan Arbel, w zamian za zmniejszenie wyroku powiedział oficerom norweskiego kontrwywiadu wszystko o działalności oddziału.

### Mosad kontra Hamas
W 1997 po dokonaniu zamachu (przy pomocy trucizny) na przywódcę ammańskiego oddziału Hamasu, szejka Chalida Maszala, dwóch agentów Mosadu zostało aresztowanych w Jordanii. Izrael musiał przekazać Jordanii antidotum, które umożliwiło uratowanie życia Maszala. Agenci zostali wymienieni za militarnego przywódcę Hamasu szejka Ahmeda Jasina. Wydarzenie to spowodowało również incydent dyplomatyczny z Kanadą, ponieważ agenci używali paszportów kanadyjskich.

## Struktura organizacyjna Mosadu z siedzibą w Tel Awiwie
- Wydział Wywiadowczy
- Wydział Polityczny i Współpracy
- Wydział Operacji Specjalnych
- Wydział LAP
- Wydział Badań
- Wydział Technologiczny

## Dalsze działania
Dwóch z najskuteczniejszych agentów Izraela Eli Cohen i Wolfgang Lotz, mimo że zostali zwerbowani przez wywiad wojskowy Aman, swoje sukcesy odniosło pracując dla Mosadu. Porażką Mosadu była zdrada Davida Magena, byłego oficera armii izraelskiej, który pracę w wywiadzie izraelskim rozpoczął w 1949, jeszcze w wydziale politycznym Ministerstwa Spraw Wewnętrznych, poprzednika Mosadu. Wykrycie go przez kontrwywiad izraelski Szin Bet znanego również jako Szabek, zajęło ponad 5 lat, za szpiegostwo na rzecz Egiptu został skazany na 15 lat więzienia. Na wolność wyszedł w 1959.
Mosad znakomicie opanował technikę gromadzenia precyzyjnych danych wywiadowczych na temat nieprzyjacielskich celów taktycznych bardzo odległych od granic państwa. Oprócz operacji Thunderbolt przykładem takiej działalności był atak lotnictwa Izraela na siedzibę dowództwa Organizacji Wyzwolenia Palestyny w Tunisie (operacja Drewniana Noga), 2400 km od Izraela, oraz akcje zniszczenia irackiego oraz syryjskiego reaktora atomowego (operacja Opera, operacja Orchard), w tych operacjach rozpoznania dokonali agenci Mosadu i Amanu.

## Dotychczasowi dyrektorzy Mosadu
| Imię i nazwisko  | Okres urzędowania                     |
| ---------------- | ------------------------------------- |
| Reuwen Sziloah   | 13 grudnia 1949 – 12 września 1952    |
| Isser Harel      | 13 września 1952 – 26 marca 1963      |
| Me’ir Amit       | 27 marca 1963 – początek 1968         |
| Cewi Zamir       | 1968 – 1974                           |
| Icchak Hofi      | 1974 – 26 czerwca 1982                |
| Nahum Admoni     | 27 czerwca 1982 – 1989                |
| Szabbetaj Szawit | 1989 – 1996                           |
| Dani Jatom       | 1996 – 24 lutego 1998                 |
| Efraim Halewi    | 25 lutego 1998 – 1 października 2002  |
| Meir Dagan       | 2 października 2002 – 5 stycznia 2011 |
| Tamir Pardo      | 6 stycznia 2011 – 5 stycznia 2016     |
| Josi Cohen       | 6 stycznia 2016 – 1 czerwca 2021      |
| Dawid Barnea     | 2 czerwca 2021 – nadal                |

## Obraz w kulturze
Działania Mosadu związane z pojmaniem Adolfa Eichmanna przedstawiono w filmach fabularnych Fritz Bauer kontra państwo (2015) oraz Ostateczna operacja (2018). Działania Mosadu mające na celu likwidację przywódców Czarnego Września po zamachu na olimpiadzie w Monachium (Operacja Gniew Boży) przedstawiono w książce Monachium. Zemsta George’a Jonasa oraz w dwóch filmach fabularnych: Miecz Gideona (1986) w reżyserii Michaela Andersona oraz Monachium (2005) w reżyserii Stevena Spielberga.